# Pociąg do piekła
Pociąg do piekła (niem. Lasko – Im Auftrag des Vatikans) – niemiecki film akcji z 2005 roku. Film znany jest też pod alternatywnym tytułem: Lasko - pociąg śmierci.

## Treść
Grupa pielgrzymów, księży i zakonników podróżuje pociągiem do sanktuarium w Lourdes na spotkanie z papieżem. Wśród nich jest Sandra i jej śmiertelnie chory syn Joey. W pociągu jedzie też trzech mnichów Matthias, Gladius i Lasko. Ten ostatni jest byłym żołnierzem KFOR, który zdecydował się na kapłaństwo po traumatycznych przeżyciach w Kosowie. Wkrótce okazuje się, że w pociągu znajdują się także przebrani za zakonników przestępcy, którzy wiozą śmiertelnego wirusa. Zagrożone jest życie pasażerów.

## Główne role
- Mathis Landwehr - Lasko
- Arnold Vosloo - Lennart
- Stephan Bieker - Gladius
- Jef Bayonne - Ben
- Ken Bones - Saratoga
- Michelle MacErlean - Zandi
- Simon Dutton - Mathias
- Amerjit Deu - Chander
- Bettina Lamprecht - Sandra
- Joey Stetz - Joey
- Mario Irrek - Jurek
- Waldemar Kobus - niewidomy
- Annette Culp - oficer Müller
- Luca Zamperoni -  sekretarka